# شيرلي أبراهامسون
شيرلي أبراهامسون (بالإنجليزية: Shirley Abrahamson)‏ هي قاضية ومحامية أمريكية، ولدت في 17 ديسمبر 1933 في نيويورك في الولايات المتحدة.

## وصلات خارجية
- شيرلي أبراهامسون على موقع إن إن دي بي (الإنجليزية)